# 1434 Margot
1434 Margot eller 1936 FD1 är en asteroid i huvudbältet, som upptäcktes 19 mars 1936 av den ryske astronomen Grigorij N. Neujmin vid Simeiz-observatoriet på Krim. Den har fått sitt namn efter Gertrud Margot Görsdorf.
Asteroiden har en diameter på ungefär 27 kilometer och den tillhör asteroidgruppen Eos.